# Flamingokvintetten 15
Flamingokvintetten 15 med undertiteln En vän du kan väcka mitt i natten är ett studioalbum av dansbandet Flamingokvintetten, utgivet år 1984 på LP och kassettband.

## Låtlista

### Sida A
1. En vän du kan väcka mitt i natten
2. Ditt stängda hjärtas port
3. Piove
4. Det är dig som jag behöver
5. Indianernas vän
6. Nånting fånigt
7. San Francisco

### Sida B
1. Här låg rosornas gård
2. En serenad till dig
3. Till alla dom som jag höll av
4. Billy
5. Förlåt lilla vän
6. Lycka till med nästa kille
7. Tack för alla kyssar